# Aponogeton bogneri
Aponogeton bogneri är en enhjärtbladig växtart som beskrevs av H.Bruggen. Aponogeton bogneri ingår i släktet Aponogeton och familjen Aponogetonaceae. IUCN kategoriserar arten globalt som starkt hotad. Inga underarter finns listade.